# Cylindropuntia wolfii
Cylindropuntia wolfii là một loài thực vật có hoa trong họ Cactaceae. Loài này được (L.D.Benson) M.A.Baker mô tả khoa học đầu tiên năm 2001.